# Kurukshetra
Kurukshetra (« plaine de Kuru » en sanskrit) est une ville et un lieu de pèlerinage religieux en Inde dans l'état d'Haryana, dans le district de Kurukshetra, non loin de Delhi. 

## Dimension mythique

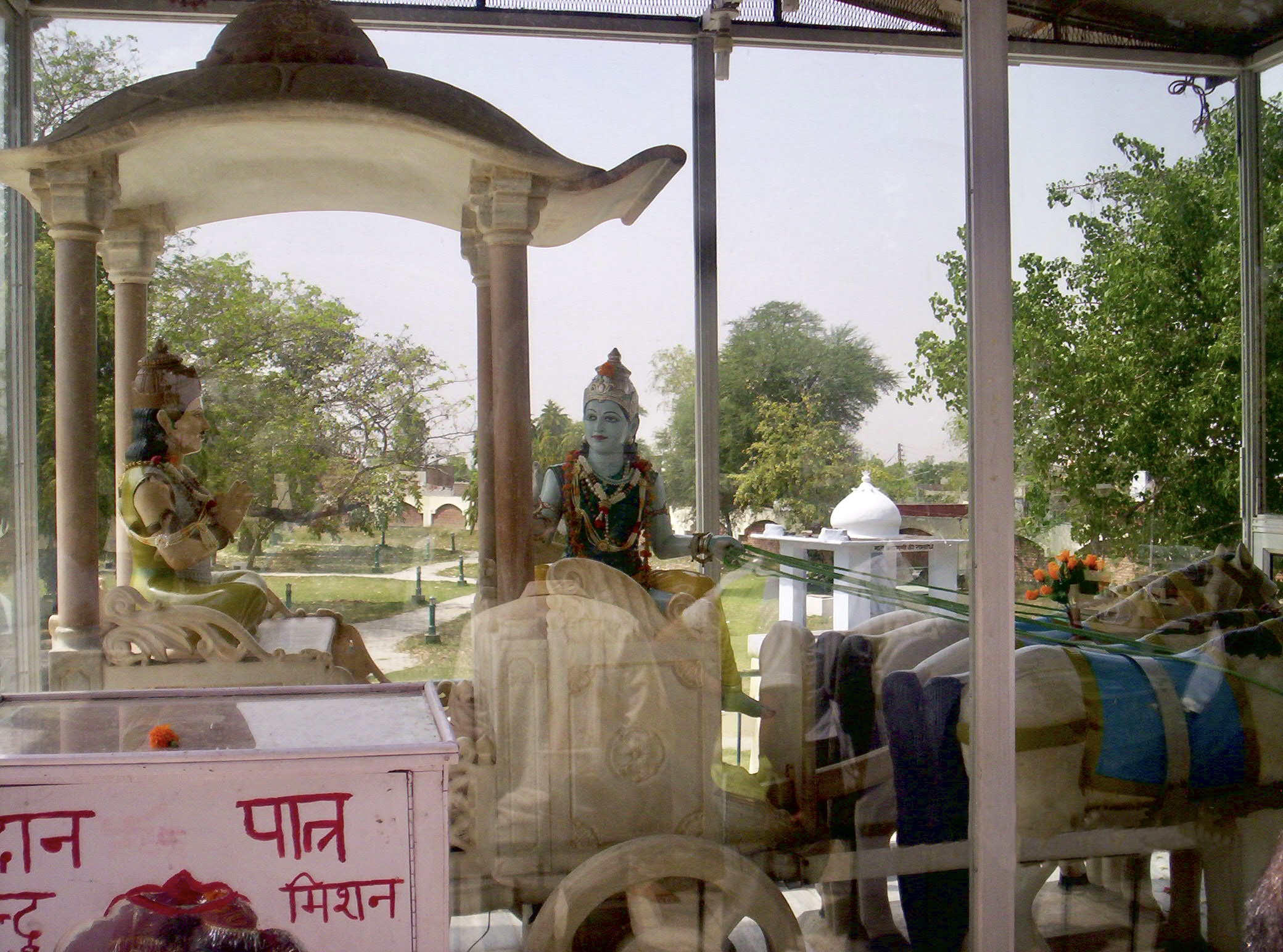
Jyotisar, Kurukshetra, Haryana, Inde.

L'endroit est célèbre pour avoir été le champ de la bataille de Kurukshetra, un combat épique dont parle le récit sacré de l'hindouisme: le Mahabharata et plus spécifiquement la Bhagavad-Gita. Il décrit le combat entre les Kauravas et les Pandavas, avec comme protagonistes principaux le héros Arjuna et son conducteur de char, Krishna,.

### Interprétation philosophique
D'un point de vue philosophique, dans le récit de la Bhagavad-Gita, il représente le lieu du combat (à la fois intérieur et extérieur) du héros Arjuna, tiraillé entre ses ombres temporelles (représentées par la famille des Kauravas) et sa partie lumineuse atemporelle (représentée par les Pandavas, dont il est le Prince). Le kurukshetra devient ainsi une image des obstacles et des choix que chaque homme doit affronter pour accomplir son devoir (le svadharma, dans la philosophie hindoue).